# Батютин, Андрей Андреевич
Андрей Андреевич Батютин (28 мая 1995) — российский футболист, вингер.

## Клубная карьера
Воспитанник Академии ФК «Краснодар». С 2014 года выступал за вторую команду клуба во втором дивизионе. 12 августа 2014 года дебютировал в гостевой игре против «Афипса». Всего за вторую команду в сезонах 2014/15 и 2015/16 сыграл 43 матча и забил 10 мячей. Играл также за команду «Краснодара» в молодёжном первенстве.
Летом 2016 года подписал четырёхлетний контракт с «Уфой», став первым новичком клуба в межсезонье. 14 августа дебютировал в премьер-лиге в гостевом поединке против «Томи», выйдя на замену на 76-й минуте вместо Павла Аликина. Отдавался в аренду в команды ФНЛ: на вторую часть сезона 2016/17 — в «Зенит-2», на сезон 2017/18 — в «Динамо» СПб.
Летом 2018 года покинул Уфу и был отдан в годичную аренду в курский «Авангард», с которым подписал контракт. В составе «Авангарда» провёл два сезона в ФНЛ, после чего вместе с группой футболистов покинул клуб, из-за финансовых проблемы отказавшийся от выступления в ФНЛ.
Летом 2020 года перешёл в «СКА-Хабаровск», подписав годичный контракт. В конце года продлил соглашение до окончания сезона 2021/22. В январе 2022 года армейским клубом было объявлено о расторжении контракта по взаимному согласию сторон, после чего стало известно о переходе Батюнина в «Шинник», контракт с которым был подписан на полтора года.